# زمین‌لرزه ۱۳۸۴ هندوکش
زمین‌لرزه هندوکش  در تاریخ ۱۲ دسامبر ۲۰۰۵ میلادی، برابر با ‎۲۱ آذر ۱۳۸۴، ساعت ۲۱:۴۷:۴۶ به زمان یوتی‌سی در افغانستان رخ داد. ژرفای این زلزله ۲۲۳٫۶ کیلومتر بود، و بزرگی آن ۶٫۵ در مقیاس Mw اعلام شده‌است. زمین‌لرزه به وقت محلی در روز سه‌شنبه، ساعت ۱٫۵ روی داده و منطقه زمانی آن یوتی‌سی +۴٫۵ بوده‌است .
سازمان زمین‌شناسی آمریکا نیز رومرکز این زمین‌لرزه را در مختصات ۳۶°۲۱′۲۵″شمالی ۷۱°۰۵′۳۵″شرقی / ۳۶٫۳۵۷°شمالی ۷۱٫۰۹۳°شرقی و ژرفای آن را در ۲۲۴ کیلومتر گزارش کرده‌است. بزرگی برگزیدهٔ این سازمان از میان بزرگی‌های محاسبه‌شدهٔ مختلف ۶٫۵ در مقیاس Mw بوده و از دید اثر، در میان چهار دسته‌بندی «نامحسوس»، «محسوس»، «زیان‌آور» یا «با تلفات»، زلزله را «با تلفات» اعلام کرده‌است.بیش از ۱۰۰ ساختمان در زمین‌لرزه آسیب دیده‌است.
پروژهٔ «تنسور گشتاور مرکزوار» زاویه‌های (راستا، شیب، ریک) گسل سازندهٔ زمین‌لرزه و صفحه عمود بر آن را (°۲۷۹، °۴۰، °۱۰۶) یا (°۸۰، °۵۲، °۷۷) و نوع گسل را «معکوس» فرارسانده‌است.
شمار کشتگان زلزله حدود ۵ نفر بوده‌است.تعداد زخمیان ۱ نفر برآورده شده‌است.